# 硫化鉛(IV)
硫化鉛(IV)は、化学式PbS2で表される化合物。この材料はより一般的である硫化鉛(II)(PbS)と硫黄を600度を超える温度で高圧で反応させることで生成される。PbS2は関連する硫化スズ(IV)(SnS2)と同様、ヨウ化カドミウム型構造で結晶化する。このことはPbに4+の形式酸化数を割り当てるべきであることを示している。
p型半導体であり、熱電材料でもある。